# Staurogyne
Staurogyne là chi thực vật có hoa trong họ Acanthaceae.

## Phân bố
Các loài trong chi này phân bố trong khu vực nhiệt đới và cận nhiệt đới châu Mỹ, miền tây châu Phi, miền đông châu Á, Papua New Guinea, Australia.

## Các loài
Plants of the World Online công nhận 149 loài. Danh sách loài phân chia theo khu vực phân bố như dưới đây.

### Châu Mỹ
Hiện tại công nhận 29 loài.
- Staurogyne alba Braz & R.Monteiro: Nam Brasil.
- Staurogyne anigozanthus (Nees) Kuntze: Brasil.
- Staurogyne brachiata (Hiern) Leonard: Brasil
- Staurogyne diantheroides Lindau: Bolivia, Brasil (bắc, tây trung).
- Staurogyne elegans (Nees) Kuntze: Brasil.
- Staurogyne ericoides Lindau: Brasil.
- Staurogyne euryphylla E.Hossain: Brasil.
- Staurogyne eustachya Lindau: Miền nam Brasil.
- Staurogyne fastigiata (Nees) Kuntze: Brasil, Venezuela.
- Staurogyne flava Braz & R.Monteiro: Miền trung Brasil.
- Staurogyne guianensis (Bremek.) T.F.Daniel & McDade: Miền bắc Brasil, Guiana, Guyana thuộc Pháp, Suriname. Tổ hợp danh pháp mới do sáp nhập chi Gynocraterium.
- Staurogyne hirsuta (Nees) Kuntze: Brasil.
- Staurogyne itatiaiae (Wawra) Leonard: Brasil.
- Staurogyne lepidagathoides Leonard: Brasil (bắc, tây trung), Colombia, Guyana, Suriname, Venezuela.
- Staurogyne mandioccana (Nees) Kuntze: Đông nam Brasil.
- Staurogyne minarum (Nees) Kuntze: Brasil.
- Staurogyne miqueliana Kuntze: Brasil (bắc, tây trung), Costa Rica, Guiana, Guyana thuộc Pháp, tây nam Mexico, Nicaragua, Panamá, Suriname, Venezuela.
- Staurogyne nitida (Rchb.f.) Braz & T.F.Daniel: Brasil.
- Staurogyne parva Braz & R.Monteiro: Brasil.
- Staurogyne repens (Nees) Kuntze: Miền tây Brasil.
- Staurogyne riedeliana (Nees) Kuntze: Đông Brasil.
- Staurogyne rubescens Braz & R.Monteiro: Brasil.
- Staurogyne spraguei Wassh.: Bolivia, Colombia, Guyana, Venezuela.
- Staurogyne stolonifera (Nees) Kuntze: Brasil (bắc, tây trung), Guiana, Guyana thuộc Pháp, Suriname.
- Staurogyne sylvatica Lindau ex Braz & R.Monteiro: Brasil.
- Staurogyne trinitensis Leonard: Trung tây Brasil, Guiana, Guyana thuộc Pháp, Suriname, Trinidad và Tobago, Venezuela.
- Staurogyne vauthieriana (Nees) Kuntze: Brasil.
- Staurogyne veronicifolia (Nees) Kuntze: Brasil.
- Staurogyne warmingiana (Hiern) Leonard: Brasil.

### Châu Phi
Hiện tại công nhận 6 loài, chủ yếu tập trung tại khu vực xung quanh vịnh Guinea.
- Staurogyne bicolor (Mildbr.) Champl.: Cameroon
- Staurogyne capitata E.A.Bruce: Bờ Biển Ngà, Liberia, Sierra Leone.
- Staurogyne kamerunensis (Engl.) Benoist: Cameroon, Gabon, miền nam Nigeria.
- Staurogyne letestuana Benoist: Angola (tỉnh Cabinda), Congo, Gabon, CHDC Congo.
- Staurogyne paludosa (Mangenot & Aké Assi) Heine: Bờ Biển Ngà, Cameroon, Ghana, Liberia.
- Staurogyne pseudocapitata Champl.: Cameroon, Gabon.

### Châu Á
Hiện tại công nhận 114 loài. Chủ yếu tập trung tại khu vực Đông Nam Á.
- Staurogyne amboinica Bremek.: Maluku
- Staurogyne amoena Benoist: Việt Nam
- Staurogyne andamanica M.V.Ramana, Sanjappa, Venu & Chorghe: Quần đảo Andaman.
- Staurogyne anomala Bremek.: Sumatra.
- Staurogyne arcuata C.B.Clarke: Malaysia bán đảo.
- Staurogyne argentea Wall.: Bangladesh, Myanmar, quần đảo Andaman. Loài điển hình của chi.
- Staurogyne aristata E.Hossain: Thái Lan.
- Staurogyne athroantha Bremek.: Philippines.
- Staurogyne atropurpurea E.Hossain: Thái Lan.
- Staurogyne axillaris S.Moore: Borneo.
- Staurogyne balansae Benoist: Việt Nam.
- Staurogyne batuensis Bremek.: Sumatra.
- Staurogyne beddomei (C.B.Clarke) Kuntze: Myanmar.
- Staurogyne bella Bremek.: Đông Dương (Thái Lan, Việt Nam).
- Staurogyne brachystachya Benoist: Trung Quốc (Quảng Tây, Vân Nam), Việt Nam.
- Staurogyne brevicaulis Benoist: Lào, Việt Nam.
- Staurogyne bullata Bremek.: Sumatra.
- Staurogyne burbidgei C.B.Clarke ex Bremek.: Borneo.
- Staurogyne cambodiana (Benoist) E.Hossain: Campuchia, Lào.
- Staurogyne caobangensis D.V.Hai & Joongku Lee: Việt Nam.
- Staurogyne capillipes Bremek.: Philippines.
- Staurogyne chapaensis Benoist: Miền nam Trung Quốc, Việt Nam.
- Staurogyne ciliata Elmer: Philippines.
- Staurogyne citrina Ridl.: Sumatra.
- Staurogyne comosa Kuntze: Malaysia bán đảo.
- Staurogyne concinnula (Hance) Kuntze: Đông nam Trung Quốc, Hải Nam, Nansei-shoto, Đài Loan.
- Staurogyne condensata (Ridl.) Bremek.: Malaysia bán đảo.
- Staurogyne coriacea (T.Anderson ex C.B.Clarke) Kuntze: Myanmar.
- Staurogyne cuneata J.B.Imlay: Thái Lan.
- Staurogyne dasyphylla Bremek.: Borneo.
- Staurogyne debilis (T.Anderson) C.B.Clarke: Đài Loan, Philippines, Việt Nam.
- Staurogyne densifolia Bremek.: Thái Lan.
- Staurogyne diandra E.Hossain: Việt Nam.
- Staurogyne dispar J.B.Imlay: Thái Lan.
- Staurogyne elongata (Nees) Kuntze: Malaysia bán đảo.
- Staurogyne expansa Bremek.: Thái Lan.
- Staurogyne filipes E.Hossain: Lào, Thái Lan.
- Staurogyne glutinosa (Wall. ex C.B.Clarke) Kuntze: Bangladesh.
- Staurogyne gracilis (T.Anderson) Kuntze: Myanmar.
- Staurogyne grandiflora E.Hossain: Myanmar.
- Staurogyne griffithiana (Nees) Kuntze: Malaysia bán đảo, Sumatra, Thái Lan.
- Staurogyne hainanensis C.Y.Wu & H.S.Lo: Hải Nam.
- Staurogyne havilandii C.B.Clarke ex Bremek.: Borneo.
- Staurogyne helferi (T.Anderson) Kuntze: Myanmar.
- Staurogyne humifusa Bremek.: Borneo.
- Staurogyne hypoleuca Benoist: Trung Quốc (Vân Nam), Việt Nam.
- Staurogyne inaequalis E.Hossain: Thái Lan.
- Staurogyne incana (Blume) Kuntze: Indonesia (Java, Tiểu Sunda), Myanmar.
- Staurogyne jaheri Bremek.: Borneo.
- Staurogyne kerrii E.Hossain: Thái Lan.
- Staurogyne kinabaluensis Bremek.: Borneo.
- Staurogyne kingiana C.B.Clarke: Malaysia bán đảo.
- Staurogyne lanceolata (Blume) Kuntze: Quần đảo Andaman, Bangladesh, Campuchia, Lào, Myanmar, quần đảo Nicobar, Việt Nam.
- Staurogyne lasiobotrys (Nees) Kuntze: Malyasia bán đảo, Myanmar, Thái Lan.
- Staurogyne latifolia Bremek.: Thái Lan.
- Staurogyne longeciliata Bremek.: Thái Lan.
- Staurogyne longibracteata E.Hossain: Bangladesh, Myanmar.
- Staurogyne longicuneata H.S.Lo: Trung Quốc (Vân Nam).
- Staurogyne longifolia (Nees) Kuntze: Malacca.
- Staurogyne macclellandii (T.Anderson) Kuntze: Myanmar.
- Staurogyne macrobotrya (Kurz) T.F.Daniel & McDade: Trung Quốc (Vân Nam), Lào, Myanmar, Thái Lan, Việt Nam. Tổ hợp danh pháp mới do sáp nhập chi Ophiorrhiziphyllon.
- Staurogyne macrophylla (T.Anderson ex C.B.Clarke) Kuntze: Bangladesh, Myanmar.
- Staurogyne major Benoist: Việt Nam.
- Staurogyne malaccensis C.B.Clarke: Campuchia, Indonesia (Java), Lào, Malaysia bán đảo, Myanmar, Thái Lan, Việt Nam.
- Staurogyne merguensis (T.Anderson) Kuntze: Malaysia bán đảo, Myanmar, Thái Lan, Việt Nam.
- Staurogyne merrillii Bremek.: Philippines.
- Staurogyne monticola Benoist: Campuchia, Thái Lan.
- Staurogyne neesii (S.Vidal) Merr.: Philippines. Du nhập vào Việt Nam.
- Staurogyne novoguineensis (Kaneh. & Hatus.) B.L.Burtt: Miền tây New Guinea.
- Staurogyne obtusa (Nees) Kuntze: Myanmar, Thái Lan.
- Staurogyne ophiorrhizoides Elmer: Philippines.
- Staurogyne palawanensis (Elmer) Bremek.: Philippines.
- Staurogyne panayensis Bremek.: Philippines.
- Staurogyne paniculata (Wall. ex T.Anderson) Kuntze: Myanmar.
- Staurogyne paotingensis C.Y.Wu & H.S.Lo: Trung Quốc (Hải Nam).
- Staurogyne papuana Lauterb.: Miền tây New Guinea.
- Staurogyne parvicaulis B.Hansen: Thái Lan.
- Staurogyne parviflora (T.Anderson ex C.B.Clarke) Kuntze: Myanmar.
- Staurogyne perpusilla A.N.Henry & N.P.Balakr.: Ấn Độ (Madhya Pradesh).
- Staurogyne petelotii Benoist: Trung Quốc (Vân Nam), Việt Nam.
- Staurogyne polybotrya (Nees) Kuntze: Bangladesh, Đông Himalaya, Myanmar, Thái Lan.
- Staurogyne priariganensis Bremek.: Java.
- Staurogyne punctata J.B.Imlay: Thái Lan.
- Staurogyne racemosa (Roxb.) Kuntze: Campuchia, Malaysia bán đảo, Myanmar.
- Staurogyne ranaiensis Bremek.: Borneo.
- Staurogyne rosulata Bremek.: Thái Lan.
- Staurogyne samarensis Bremek.: Philippines.
- Staurogyne sandakanica Bremek.: Borneo.
- Staurogyne scandens Benoist: Việt Nam.
- Staurogyne scopulicola Kiew: Malaysia bán đảo.
- Staurogyne sesamoides (Hand.-Mazz.) B.L.Burtt: Lào, Trung Quốc (Quảng Đông, Quảng Tây), Việt Nam.
- Staurogyne setigera (Nees) Kuntze: Malaysia bán đảo, Philippines, Thái Lan.
- Staurogyne shanica W.W.Sm.: Bangladesh, Myanmar.
- Staurogyne sichuanica H.S.Lo: Trung Quốc (Quý Châu, Tứ Xuyên).
- Staurogyne simonsii (T.Anderson) Kuntze: Việt Nam.
- Staurogyne singularis Bremek.: Thái Lan.
- Staurogyne sinica C.Y.Wu & H.S.Lo: Trung Quốc (Hải Nam, Quảng Đông).
- Staurogyne spatulata (Blume) Koord.: Australia (Lãnh thổ Bắc Úc, Queensland, Tây Úc), Bangladesh, Campuchia, Đông Himalaya, Indonesia (Sumatra), Lào, Myanmar, New Guinea, Philippines, Thái Lan, Trung Quốc (trung nam, Hải Nam), Việt Nam.
- Staurogyne spiciflora (Miq.) Bremek.: Sumatra.
- Staurogyne spiciformis E.Hossain: Campuchia.
- Staurogyne stenophylla Merr. & Chun: Hải Nam.
- Staurogyne strigosa C.Y.Wu & H.S.Lo: Hải Nam.
- Staurogyne subcapitata Bremek.: Philippines.
- Staurogyne subcordata Benoist: Việt Nam.
- Staurogyne subglabra C.B.Clarke: Malaysia bán đảo.
- Staurogyne subrosulata E.Hossain: Thái Lan.
- Staurogyne sundana Bremek.: Java.
- Staurogyne tenera Benoist: Việt Nam.
- Staurogyne tenuispica Bremek.: Thái Lan.
- Staurogyne thyrsoidea (Nees) Kuntze: Bangladesh, Campuchia, Myanmar, Việt Nam.
- Staurogyne vicina Benoist: Trung Quốc (Vân Nam), Việt Nam.
- Staurogyne viscida (Ridl.) Bremek.: Malaysia bán đảo, Thái Lan.
- Staurogyne yunnanensis H.S.Lo: Trung Quốc (Hà Khẩu, Vân Nam).
- Staurogyne zeylanica (Nees) Kuntze: Ấn Độ (gồm cả quần đảo Andaman), Bangladesh, Sri Lanka.